# Загустай (річка)
Загустай (рос. Загустай, бур. Загаһатай) — річка у Бурятії, Росія, впадає до Гусиного озера, басейн Селенги.

## Загальна інформація
Довжина річки — 44 км, площа басейну — 382 км². Притока — Улан-Бургас, впадає за 26 км від гирла.